# Piira
Piira är en ort i Estland. Den ligger i Vinni kommun och landskapet Lääne-Virumaa, i den centrala delen av landet, 90 km öster om huvudstaden Tallinn. Piira ligger 88 meter över havet och antalet invånare är 371.
Terrängen runt Piira är platt. Runt Piira är det glesbefolkat, med 11 invånare per kvadratkilometer. Närmaste större samhälle är Rakvere, 4,6 km nordväst om Piira. Omgivningarna runt Piira är en mosaik av jordbruksmark och naturlig växtlighet.